# Rutina
La rutina, comunemente nota anche come rutoside o oxerutina, è un glicoside flavonoico presente in piante quali quelle del genere Citrus, nel grano saraceno, nel vino rosso, nella menta piperita, nell'eucalipto, in foglie e petali del genere Rheum, Sophora e in altre fonti vegetali. Il glicoside è formato dal flavonolo quercetina (aglicone) legato al disaccaride rutinosio. Pur non essendo un composto essenziale per l'uomo, alcuni la definiscono anche vitamina P. È un composto solido che cristallizza con una o tre molecole di acqua.

## Ruolo biologico
Nelle piante, la rutina è in grado di combinarsi con i cationi permettendo alle cellule di ricevere i nutrienti dal terreno. 
Alcuni studi hanno mostrato che la rutina è in grado di agire come agente chelante nei confronti del ferro bivalente contenuto nell'emoglobina, impedendo reazioni radicaliche con ioni idrossile e perossile. Svolge quindi funzione di antiossidante e potrebbe avere un ruolo importante nell'inibire la formazione di alcuni tipi di tumore.
La rutina e i suoi derivati glicosidici hanno anche la proprietà di rafforzare la parete dei capillari, riducendo sintomi di sanguinamento come quelli legati a ematomi o emorroidi. Viene anche utilizzata per fornire sollievo dai sintomi dovuti alla circolazione linfoematica degli arti inferiori, contrastando l'edema. La rutina può ridurre gli effetti legati all'ossidazione del colesterolo LDL e diminuire il rischio di malattia cardiaca. Possiede anche attività antistaminica e antiandrogena.